# Panache
Panache is een satirisch nieuwsprogramma van de VARA, in samenwerking met NRC Handelsblad, dat van 2012 tot 2013 op internet en tv was te zien. Het televisieprogramma werd gepresenteerd door Jan Jaap van der Wal. 
Iedere uitzending bevatte een bijdrage van een zogenaamde correspondent of deskundige, gespeeld door onder anderen Hans Sibbel en Sander van Opzeeland. De eerste serie van Panache, die gemaakt werd rond de Tweede Kamerverkiezingen van 2012, werd uitsluitend uitgezonden op internet en werd begeleid door een dagelijkse rubriek in NRC. Van 25 april tot 17 mei 2013 werd een tweede serie gemaakt, die op Nederland 3 werd uitgezonden. Thema van de eerste televisie-uitzendingen was de troonswisseling.